# Чистоозерний
Чистоозерний — селище у складі Богдановського сільського поселення Кам'янського районіу Ростовської області.
Населення — 2193 осіб (2010 рік).

## Історія
Заснований 25 травня 1948 року. Колишнє селище Репнянский Кар'єр.

## Географія
Чистоозерний положено навпроти хутору Богданова на правому березі балки Говенна (Верхня Богданова) при її впкиді до Сіверського Дінця.

### Вулиці
| - вул. Весела, - вул. Воскресенська, - вул. Гагаріна, - вул. Забудовників, - вул. Комсомольська, - вул. Леніна, - вул. Набережна, - вул. Нафтозаводська, | - вул. Новоселів, - вул. Озерна, - вул. Островського, - вул. Придорожня, - вул. Радянська, - вул. Сонячна долина, - вул. Спаська, | - вул. Стадіонна, - вул. Степова, - вул. Шкільна, - вул. Ювілейна, - пров. Клубний, - пров. Яружний, - пров. Північний. |

## Господарство
В селищі працює ВАТ «Кам'янський Нафтоперегонний Завод» й ЗАТ «Репнянське кар'єро-управління».